# Intel 810

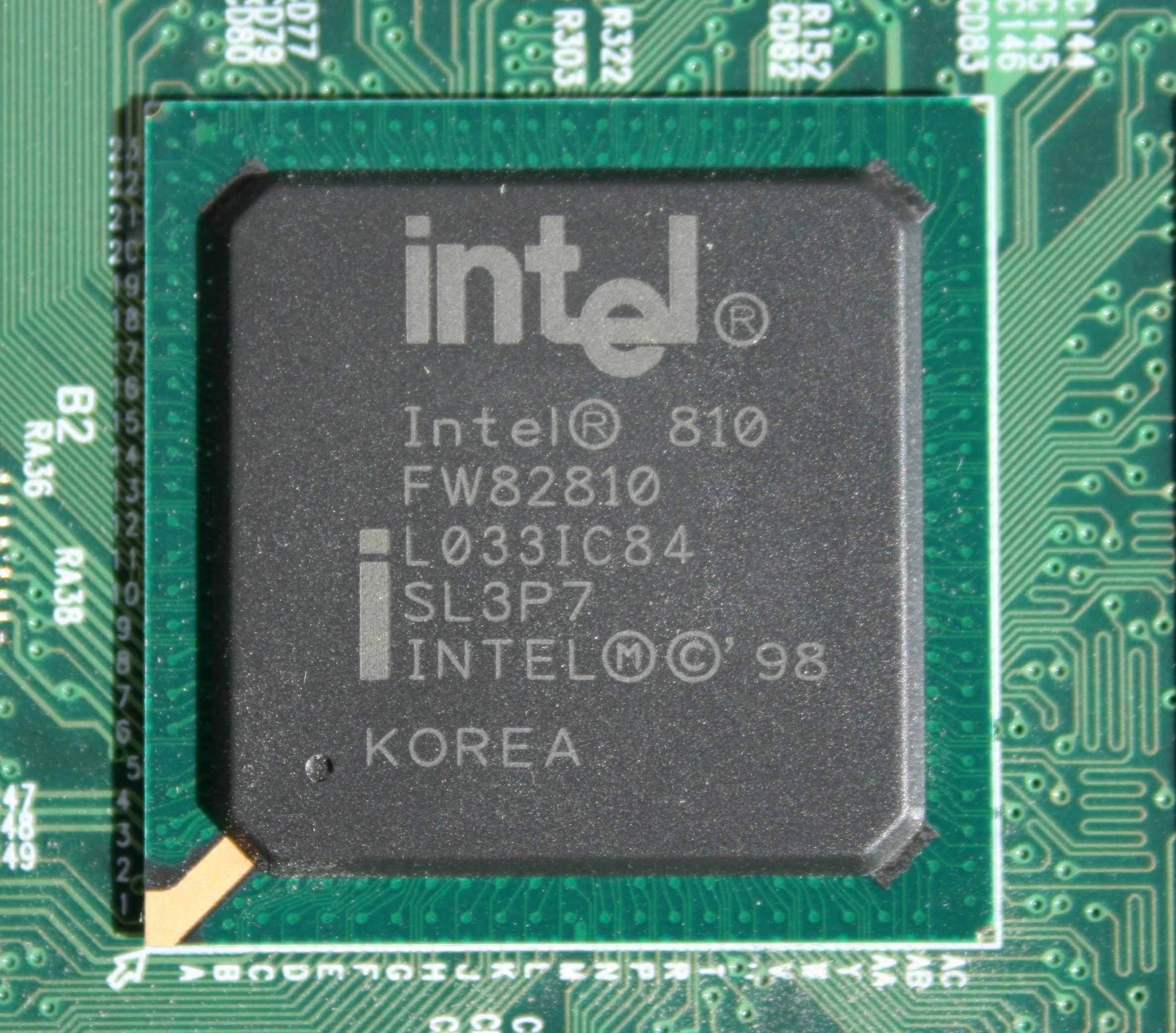
Chipset northbridge Intel 810.

Le chipset Intel 810 a été lancé par Intel au début de 1999 sous le nom de code "Whitney" comme plate-forme pour la série de processeurs à Socket 370 basés sur l'architecture P6, y compris les processeurs Pentium III et Celeron. Certaines conceptions de cartes mères incluent le Slot 1 pour les anciens processeurs Intel ou une combinaison du socket 370 et du Slot 1. Il ciblait le segment à faible coût du marché, offrant une plate-forme robuste pour les systèmes économiques monoprocesseurs avec processeur graphique intégré. Le 810 a été le premier chipset d’Intel à incorporer une architecture de hub qui était censée avoir un meilleur débit d’E/S et un GPU intégré, dérivé de l’Intel740 (en).

## Description
Il existe cinq variantes du 810 :
- 810-L : micro-ATX (4 PCI), pas de cache d’affichage, interface disque dur ATA33.
- 810 : micro-ATX (4 PCI), pas de cache d’affichage, ATA33 et ATA66.
- 810-DC100 : ATX (6 PCI), 4 Mo de cache d’affichage (format AIMM), ATA33 et ATA66.
- 810E : ajout de la prise en charge des processeurs Pentium III ou Celeron « Coppermine-EB » à FSB 133 MHz.
- 810E2 : ajout de la prise en charge des processeurs Pentium III et Celeron avec cœur « Tualatin » 130 nm, ATA100 et 4 ports USB 1.1.

L’Intel 810 a tenté d’intégrer autant de fonctionnalités que possible dans la carte mère. Les caractéristiques comprennent, :
- Prise en charge des bus 66 et 100 MHz
- 2 ports USB
- Un processeur graphique intégré :
  - Basé sur l’accélérateur 2D/3D Intel740 (en) (i752).
  - Cache RAM vidéo dédié en option ou utilisation de la RAM système.
  - Compensation de mouvement matérielle pour la lecture de DVD.
  - Sortie vidéo numérique
- Audio AC'97 et modem

La conception du hub se composait de trois puces, dont le Graphics & Memory Controller Hub (GMCH), le I/O Controller Hub (ICH) et le Firmware Hub (FWH). Ces composants sont connectés par un bus séparé à 266 Mo/s, soit le double de la liaison à 133 Mo/s via le bus PCI. La bande passante supplémentaire était nécessaire en raison de la demande accrue de transfert de données entre les composants.
Les premières puces GMCH (82810) (stepping A2 ; les numéros S-spec se trouvent sur la quatrième ligne du chipset : SL35K, SL35X, SL3KK, SL3KL, Q790, Q789) ne pouvaient prendre en charge que les processeurs Celeron car ils ne pouvaient pas gérer correctement les instructions SSE.
Le 810 prend en charge le fonctionnement asynchrone de l’horloge du bus entre le chipset et le processeur (bus frontal) et la RAM du système. Ainsi, si la machine est équipée d’un Celeron qui n’utilise qu’un bus à 66 MHz, la SDRAM PC100 peut toujours être exploitée et bénéficiera à l’IGP.
Les cartes basées sur le chipset n’ont pas d’emplacement d’extension AGP, l’utilisateur devant se contenter du PCI pour les options de carte vidéo. Les cartes basées sur le 810 incluent un emplacement d’extension AMR. De plus, la carte graphique intégrée ne prend pas en charge le mode graphique 32 bits, ce qui oblige l’utilisateur à sous-échantillonner le mode 24 bits standard du 810 à 16 bits afin d’exécuter la plupart des jeux ou des programmes DirectX/OpenGL en plein écran ; de nombreux jeux sous-échantillonneront automatiquement la sortie en 16 bits lors du chargement, mais d’autres se fermeront simplement avec ou sans erreur ou même plantage en raison du mode 24 bits non pris en charge par le jeu. Les performances graphiques intégrées étaient également insatisfaisantes pour les jeux, et de nombreux jeux de l’époque devaient être exécutés à basse résolution et à de faibles niveaux de détail pour être jouables.